# Sonny Silooy
Jan Jacobus ("Sonny") Silooy (ur. 31 sierpnia 1963 w Rotterdamie) – piłkarz holenderski grający na pozycji bocznego lub środkowego obrońcy, a czasami defensywnego pomocnika.

## Kariera klubowa
Silooy rozpoczynał karierę w małym klubie Zilvermeeuwen z miasta Zaanstad, a następnie grał też w tamtejszym ZVV. Pierwszym profesjonalnym klubem był AFC Ajax. W 1980 roku trafił do pierwszej drużyny, a zadebiutował w niej rok później. Swój pierwszy tytuł wywalczył już rok później, gdy został mistrzem Holandii. Sukces ten powtórzył także rok później, a następnie w 1985 roku. W 1987 roku dotarł z Ajaksem do finału Pucharu Zdobywców Pucharów, w którym to stołeczny klub wygrał 1:0 z Lokomotivem Lipsk, a Silooy wystąpił w nim przez 90 minut.
Zimą 1988 roku Silooy przeniósł się do francuskiego klubu Matra Racing Paryż. Grał tam z takimi znanymi zawodnikami jak Maxime Bossis, Luis Fernández, Enzo Francescoli czy Pierre Littbarski, ale pomimo takich sław w składzie klub zajął dopiero 7. miejsce w Ligue 1. Natomiast w sezonie 1988/1989 klub z Paryża spisał się jeszcze gorzej i zajął dopiero 17. pozycję.
W 1989 roku Silooy wrócił do Ajaksu i od razu został z nim mistrzem Holandii. Po swój piąty tytuł czekał do roku 1994, wcześniej w 1993 roku zdobywając pierwszy i jedyny Puchar Holandii. Jeszcze przed rozpoczęciem sezonu 1994/1995 doznał ciężkiej kontuzji i stracił cały sezon. Nie uczestniczył więc w triumfie w Lidze Mistrzów, ale zdobył za to Puchar Interkontynentalny w tym samym roku. W sezonie 1995/1996 Silooy stracił już niemal miejsce w składzie i wystąpił tylko w 11 meczach mając mały udział w zdobyciu swojego szóstego mistrzostwa kraju.
W 1996 roku Silooy przeszedł do niemieckiej Arminii Bielefeld. W 1997 roku zajął z nią 14. miejsce, ale w 1998 spadł z Bundesligi. Po sezonie Sonny wrócił do Holandii i przez 2 lata grał jeszcze w De Graafschap, a w latach 2000–2002 w amatorskim klubie Unitas i następnie zakończył karierę w wieku 39 lat.
| Sezon   | Klub               | Kraj     | Rozgrywki  | Mecze | Bramki |
| ------- | ------------------ | -------- | ---------- | ----- | ------ |
| 1980/81 | AFC Ajax           | Holandia | Eredivisie | 1     | 0      |
| 1981/82 | AFC Ajax           | Holandia | Eredivisie | 3     | 1      |
| 1982/83 | AFC Ajax           | Holandia | Eredivisie | 13    | 0      |
| 1983/84 | AFC Ajax           | Holandia | Eredivisie | 34    | 0      |
| 1984/85 | AFC Ajax           | Holandia | Eredivisie | 33    | 0      |
| 1985/86 | AFC Ajax           | Holandia | Eredivisie | 33    | 2      |
| 1986/87 | AFC Ajax           | Holandia | Eredivisie | 34    | 0      |
| 1987/88 | AFC Ajax           | Holandia | Eredivisie | 6     | 1      |
| 1987/88 | Matra Racing Paryż | Francja  | Ligue 1    | 21    | 0      |
| 1988/89 | Matra Racing Paryż | Francja  | Ligue 1    | 34    | 0      |
| 1989/90 | AFC Ajax           | Holandia | Eredivisie | 2     | 0      |
| 1990/91 | AFC Ajax           | Holandia | Eredivisie | 16    | 0      |
| 1991/92 | AFC Ajax           | Holandia | Eredivisie | 21    | 0      |
| 1992/93 | AFC Ajax           | Holandia | Eredivisie | 28    | 0      |
| 1993/94 | AFC Ajax           | Holandia | Eredivisie | 33    | 0      |
| 1994/95 | AFC Ajax           | Holandia | Eredivisie | 0     | 0      |
| 1995/96 | AFC Ajax           | Holandia | Eredivisie | 11    | 0      |
| 1996/97 | Arminia Bielefeld  | Niemcy   | Bundesliga | 20    | 0      |
| 1997/98 | Arminia Bielefeld  | Niemcy   | Bundesliga | 17    | 0      |
| 1998/99 | De Graafschap      | Holandia | Eredivisie | 29    | 0      |
| 1999/00 | De Graafschap      | Holandia | Eredivisie | 17    | 0      |

## Kariera reprezentacyjna
W reprezentacji Holandii Silooy zadebiutował 12 października 1983 roku w wygranym 3:2 wyjazdowym meczu z Irlandią rozegranym w ramach eliminacji do Euro 84. W swojej karierze reprezentacyjnej występował także w eliminacjach do MŚ 1986, Euro 88, MŚ 1990, oraz MŚ 1994, ale na żaden z tych turniejów nie pojechał. Ostatni raz w reprezentacji zagrał w 1993 przeciwko Turcji (3:1). Przez 10 lat w kadrze wystąpił 25 razy i nie zdobył gola.

## Sukcesy
- Mistrzostwo Holandii: 1982, 1983, 1985, 1990, 1994, 1996 z Ajaksem
- Puchar Holandii: 1993 z Ajaksem
- Puchar Zdobywców Pucharów: 1987 z Ajaksem
- Puchar UEFA: 1992 z Ajaksem
- Puchar Interkontynentalny: 1995 z Ajaksem
- Superpuchar Holandii: 1993, 1994, 1995 z Ajaksem